# Гай Луцилій
Гай Луцилій Старший (лат. Gaius Lucilius; 168 — 102/3 роки до н. е.) — давньоримський поет, засновник окремого літературного жанру — сатури.

## Життєпис
Народився у м. Суеса Аврункська у заможній, знатній та впливовій родині вершників. Його брат доводився дідом Гнейю Помпею Великому й теж був сенатором. Луцилій отримав гарну освіту.
У зріломі віці брав участь у Нумантійській війні під проводом Публія Корнелія Сципіона Молодшого. Після військової служби Гай Луцилій відмовився від політичної кар'єри й не займав жодної посади в Римі. Разом з тим Луцилій був учасником літературного кружка Сципіона Молодшого. Він купив будинок у Римі й з цього часу постійно тут мешкав. Крім того Гай Луцилій був другом філософа-академіка Клітомаха.
Луцилій втім належав до прихильників національної партії, яка боролася проти надмірного впливу у Римі еллінізму. У своїх творах Луцилій висміює палких прихильників еллінізму.

## Творчість
На жаль зараз відомі лише фрагменти творів Луцилія. Більшість з них зберіг лексикограф Нонній. Його сатури складалися всього з 8 книг, в яких було 24 тисячі віршів. Досі збереглося лише 1200.
У своїх творах Гай Луцилій торкався як політичних, так й соціальних процесів сучасного йому Рима. Він нападав на супротивників його товариша Сципіона Молодшого. Крім того дає опис політичних подій, повсякденного життя римлян, зокрема гладіаторських боїв, описує хід судочинства.
Луцилій виступав проти морального виродження вищих класів — патриціїв, нобілів, вершників.
Деякі сатури його присвячені питанням літератури та проблемам правопису.
Мова Луцилія надзвичайно різноманітна. Тут й жива мова народу, міська говірка, суміш грецьких та латинських слів. Його твори були сатурами не лише за змістом, але й за мовою.
Водночас віршова форма сатур Гая Луцилія не дуже гарна, за що його критикували нащадки. Але його стиль був надзвичайно сильним та виразним, що справляло неабиякий вплив на слухачів.
Розміри, що застосовував перший майстер статур, були:
- трохаїчні септенарії;
- ямбічні септенарії;
- елегичні дистихі;
- дактилогічні гекзаметри.

Саме останній розмір став звичним для нащадків Луцилія — Горація, Персія, Ювенала.